# Kula Kangri
Der Kula Kangri (tibetisch སྐུ་ལྷ་གངས་རི། ZWPY Gulhagangri, Wylie sku lha gangs ri, chinesisch 庫拉岗日, Pinyin Kùlā gǎngrì) ist ein 7538 m hoher Berg auf der Grenze Bhutans mit Tibet (VR China).
Er wurde im Jahr 1986 erstmals durch eine japanische Expedition unter der Leitung von Kazumasa Hira bestiegen. Teilweise wird auch das Jahr 1937 als Jahr der Erstbesteigung angegeben, als die beiden Bergsteiger Freddie Spencer Chapman und Pasang Dawa Lama im Rahmen einer britischen Expedition den Gipfel von Bhutan aus über den Südost-Sporn erstiegen haben sollen.
Neben dem im Westen des Bergmassivs an der internationalen Grenze gelegenen Hauptgipfel besitzt der Kula Kangri noch einen Mittelgipfel (7418 m, ⊙) und einen Ostgipfel (7381 m, ⊙), die beide auf tibetischem Gebiet liegen.

## Höchster Berg in Bhutan
Der Kula Kangri wurde lange Zeit als höchster Berg Bhutans angesehen. Allerdings herrscht über den exakten Grenzverlauf zwischen Bhutan und China Uneinigkeit. Deshalb existieren ebenso Landkarten, auf denen der Kula Kangri als Berg in Tibet vermerkt wird. Nach dieser Festlegung wäre der etwas südlich gelegene Gangkhar Puensum der höchste Berg in Bhutan.
Im alten Vierersystem der heiligen Berge des tibetischen Altertums nimmt der Kula Kangri die südliche Position ein. Für die Lokalbevölkerung im südtibetischen Lhozhag ist er noch immer Residenz der örtlichen Schutzgottheit und damit von sakraler Bedeutung.

## Höhenangabe
Die Ermittlung der Gipfelhöhe des Kula Kangri erfolgte durch mehrere Expeditionen, später auch durch das chinesische Militär. Deshalb existieren verschiedene Angaben zur Höhe des Kula Kangri, unter anderem die Höhenangabe mit 7538 m auf militärischen Karten. Daneben existiert auch die Höhenangabe 7554 m, die unter anderem den Messungen des Schweizer Geologen Günter Dyhrenfurth, der die Höhen des Kula Kangri und des Gangkhar Puensum während einer Expedition bestimmt hatte, entspricht.